# Вила Банале (Тренто)
Вила Банале је насеље у Италији у округу Тренто, региону Трентино-Јужни Тирол.
Према процени из 2011. у насељу је живело 253 становника. Насеље се налази на надморској висини од 586 м.